# Национални водич добре клиничке праксе Министарства здравља Републике Србије
Национални водичи добре клиничке праксе Министарства здравља Републике Србије су систематски развијани докази који треба да помогну пружаоцима и корисницима здравствених услуга у доношењу најбоље могуће одлуке за третирање одређених клиничких стања. Водичи су намењени пре свега лекарима, као помоћ у раду, али истовремено водич је транспарентан и доступан пацијенту који више није пасиван посматрач у процесу здравствене заштите, већ добро информисан и активан учесник у споственом лечењу. Овакви типови националних водича добре клиничке праксе постоје у многим земљама осим Србије (нпр NICE у Енглеској), а циљ им је рационална примена и додатна анализа резултата великих, мултицентричних научних студија – које су основ глобалних препорука за добру клиничку праксу – како би се иначе веома велики издаци за савремену медицину довели до нивоа корисног и исплативог.

## Општа разматрања
Национални водичи за дијагностику и лечење одређених болести заснивају се на принципима добре клиничке праксе и на медицини заснованој на доказима што и представља основни постулат. На тај начин се омогућава формирање јединственог дијагностичког и терапијског приступа болесницима широм Србије. Тиме се  обезбеђује равноправност у здравственој заштито за сваког болесника, односно могућност да добије исти третман без обзира на то да ли се лечи у мањем здравственом центру или у здравственој установи терцијерног нивоа заштите.
Иамјући у виду да су лекари - парктичари у Србији преплављени бројним информацијама, што често представља проблем да изабере право решење. У том смисли водич треба да пружи сигурност правилног избора и најадекватнијег поступка у датим околностима.
Национални водичи представљају и својевртсан вид континуиране медицинске едукације која се обавља кроз процес имплементације лекара сва три нивоа здравствене заштите.
Национални водичи добре клиничке праксе су дело радних група и рецензената, састављених од најеминентнијих Српских експерата за поједине медицинске области, номинованих од стране Републичке стручне комисије за израду и имплементацију националних водича добре клиничке праксе Министарства здравља Србије. Њихов основни задатак је да током израде Водича уједине своју стручност, податке добијене претраживањем најсавременије литературе и да све то усагласе са социоекономском стварношћу у Србији и њеним здравственим системом.

## Намена Национални водич добре клиничке праксе
Водичи су израђени са циљем да помогну здравственим професионалцима да:
- уоче, процене и примене информације, искуства и ставове о најбољој медицинској пракси.
- схбвате и подрже филозофију и читав покрет медицине односно здравствене заштите засноване на доказима
- омогуће да се држи корак са брзим научним развојем и обезбеди сусрете науке и праксе, односно ефикасности и ефективности,
- помагне у доношењу одлуке,
- смање варијације у лекарској пракси,
- послуже као инструмент начињен од стране професионалаца за професионалце, који помаже да се редукује неизвесност у медицинској пракси.

## Национални водичи добре клиничке праксе Републике Србије.[2]
Министарство здравља Републике Србије препознало је значај примене водича при дијагнози и лечењу пацијената, базираних на најадекватнијим примерима из теорије и праксе и оформило Републичку стручну комисују за израду и имплементацију националних водича добре клиничке праксе. У оквиру пројекта „Пружање унапређених услуга на локалном новоу – DILS“ и до сада је израђен већи број водича, који треба да послуже здравственим радницима као олакшица у њиховом свакодневном раду.
1. Водич за дијагностиковање и лечење акутних и хроничних обољења вена
2. Водич за дијагностиковање и лечење шећерне болести
3. Водич за дијагностиковање и лечење обољењa каротидних артерија
4. Водич за дијагностиковање и лечење рака дојке
5. Водич за дијагностиковање и лечење анеуризматске болести трбушне аорте
6. Водич за дијагностиковање и лечење рака грлића материце
7. Водич за дијагностиковање и лечење рака колона и ректумa
8. Водич за дијагностиковање и лечење срчане инсуфицијенцијe
9. Водич за дијагностиковање и лечење хроничне болести бубрега
10. Водич за безбедни прекид трудноће
11. Водич за дијагностиковање и лечење хроничне опструктивне болести плућа
12. Водич за дијагностиковање и лечење сепсе, тешке сепсе и септичног шока
13. Водич за прехоспитално збрињавање хитних стања
14. Водич за дијагностиковање и лечење карцинома оваријума
15. Водич за дијагностиковање и лечење гихта
16. Водич за дијагностиковање и лечење алцхајмерове болести
17. Водич за дијагностиковање и лечење алкохолизма
18. Водич за дијагностиковање и лечење мултипле склерозе
19. Водич за дијагностиковање и лечење несанице
20. Водич за дијагностиковање и лечење реуматоидног артритиса
21. Водич за дијагностиковање и лечење схизофреније
22. Водич за дијагностиковање и лечење тироидних нодуса и диферентованог тироидног карцинома
23. Водич за дијагностиковање и лечење хроничног бола малигне етиологије